# 里中唯
里中 唯（さとなか ゆい、1986年1月10日 - ）は、日本の元タレント。東京都出身。元ユニオンプロダクション所属。
身長160cm、スリーサイズはB75 W56 H81。足のサイズは25cm。血液型はA型。愛称はゆいちゃん。既婚。

## 略歴
高校在学中に原宿でスカウトされ、芸能界デビュー。
2005年から本格的に活動を開始し、2006年1月から2007年1月にかけて、『仮面ライダーカブト』のヒロイン・日下部ひより役で出演。
ちばテレビの『なりギャル.TV』で誕生したユニット「C-ZONE」のメンバーだったが、2006年2月11日の渋谷egg-manのライブをもってC-ZONEでの活動を休止。また、全国各地のアイドルグループから選抜されたユニット「ROLLING GIRLS」のメンバーも務めた。
2007年3月16日、自身のオフィシャルHPにて3月31日付けでの芸能活動引退を表明。
2022年4月1日、Instagramのアカウントを開設。

## 人物
- ゴールデンレトリバーのノーティーとフェレットのレオをペットとして飼っている。
- デビュー当初の生年月日は1987年1月10日だったが、2006年の20歳の誕生日前後（『仮面ライダーカブト』放送開始前）に1986年生まれに訂正されている。

## 出演

### テレビドラマ
- 恋の時間 第3話「突然のキス」（2005年、TBS）
- 仮面ライダーカブト（2006年1月 - 2007年1月、テレビ朝日）日下部ひより 役

### バラエティ
- なりギャル.TV（チバテレビ）
  - V3〜全国へ宣戦布告！ 第14回「女子高生スペシャル」（2004年）
  - REVOLUTION（2004年）
  - 天使への階段（2004年）
  - プロジェクトX（2005年）
- 志村けんのバカ殿様 千客万来!笑ってくださいスペシャル（2005年、フジテレビ）
- 超音〜スーパーミュージック〜（2005年 - 、チバテレビ）
- ウタカタ（2005年 - 、テレビ東京）

### CM
- PAWクリエーション、ドン・キホーテ（2005年）

### 映画
- 1リットルの涙（2004年）
- 劇場版 仮面ライダーカブト GOD SPEED LOVE（2006年）日下部ひより 役

### ラジオ
- C-ZONE TYPE（2005年 - 2006年3月、InterFMラジオ）
- Space Trial（2006年4月 - 、InterFMラジオ）

### その他
- NTTドコモ「インフォリード」デモ用コンテンツモデル（2005年）
- 鈴鹿8時間耐久ロードレース「チームHARC-PRO」マスコットガール（2005年）
- 2005年エースコンタクトイメージガール（2005年6月）

## 作品

### シングル
- ROLLING GIRLS 〜もっと…〜（2004年6月・シングル） - ROLLING GIRLS名義。
- RAVE POTION 〜恋の媚薬〜（2004年6月・シングル） - C-ZONE名義。
- WE ARE C-ZONE!（2005年1月・シングル） - C-ZONE名義。
- RING×3!!!（2006年1月・シングル） - C-ZONE名義。

### アルバム
- HAPPY BIRTHDAY!!（2005年6月・アルバム） - C-ZONE名義。

### 映像作品
- Flower Label 里中唯（2004年9月）
- Music Clip Vol.1（2005年11月）C-ZONE名義
- I will...（2006年9月）

## 書籍

### 写真集
- I will...（2006年9月22日、竹書房、撮影：佐藤学）ISBN 978-4812428863